# Nghi Công Bắc
Nghi Công Bắc là một xã miền núi thuộc huyện Nghi Lộc, tỉnh Nghệ An, Việt Nam.

## Địa lý
Xã nằm ở phía tây nam huyện Nghi Lộc, có vị trí địa lý:
- Phía nam giáp xã Nghi Công Nam
- Phía tây giáp xã Nghi Kiều
- Phía tây bắc giáp xã Nghi Lâm
- Phía bắc giáp xã Nghi Mỹ
- Phía đông bắc giáp xã Nghi Phương
- Phía đông giáp huyện Hưng Nguyên.

Xã có diện tích 15 km², dân số năm 2002 là 4.822 người, mật độ dân số đạt 322 người/km².

## Lịch sử
Trước đây, địa bàn xã Nghi Công Bắc là một phần của xã Nghi Công thuộc huyện Nghi Lộc.
Ngày 10 tháng 4 năm 2002, thành lập xã Nghi Công Bắc trên cơ sở chia tách xã Nghi Công. Xã Nghi Công Bắc có 1.500 ha diện tích tự nhiên và 4.822 nhân khẩu.